# 18.º distrito congresional de Florida
El 18.º distrito congresional es un distrito congresional que elige a un Representante para la Cámara de Representantes de los Estados Unidos por el estado de Florida.  Según la Oficina del Censo, en 2011 el distrito tenía una población de 697 841 habitantes. Actualmente el distrito está representado por el republicano Brian Mast.

## Geografía
El 18.º distrito congresional se encuentra ubicado en las coordenadas 27°8′18″N 80°22′46″O / 27.13833, -80.37944.

## Demografía
Según la Oficina del Censo de los Estados Unidos, en 2011 había 697 841 personas residiendo en el 18.º distrito congresional. De los 697 841 habitantes, el distrito estaba compuesto por 601 819 (86.2%) blancos; de esos, 593 766 (85.1%) eran blancos no latinos o hispanos. Además 54 912 (7.9%) eran afroamericanos o negros, 926 (0.1%) eran nativos de Alaska o amerindios, 10 479 (1.5%) eran asiáticos, 354 (0.1%) eran nativos de Hawái o isleños del Pacífico, 28 147 (4%) eran de otras razas y 9 257 (1.3%) pertenecían a dos o más razas. Del total de la población 467 612 (67%) eran hispanos o latinos de cualquier raza; 14 210 (2%) eran de ascendencia mexicana, 24 804 (3.6%) puertorriqueña y 246 997 (35.4%) cubana. Además del inglés, 4 391 (66.5%) personas mayor a cinco años de edad hablaban español perfectamente.
El número total de hogares en el distrito era de 266 064, y el 59.2% eran familias en la cual el 23.5 tenían menores de 18 años de edad viviendo con ellos. De todas las familias viviendo en el distrito, solamente el 39.9% eran matrimonios. Del total de hogares en el distrito, el 5.7 eran parejas que no estaban casadas, mientras que el 0.9% eran parejas del mismo sexo. El promedio de personas por hogar era de 2.57. 
En 2011 los ingresos medios por hogar en el distrito congresional eran de US$40 010, y los ingresos medios por familia eran de US$87 876. Los hogares que no formaban una familia tenían unos ingresos de US$108 203. El salario promedio de tiempo completo para los hombres era de US$37 302 frente a los US$31 235 para las mujeres. La renta per cápita para el distrito era de US$28 222. Alrededor del 16.7% de la población estaban por debajo del umbral de pobreza.